# Hossein Alizadeh
Hossein Alizadeh (Tabriz, 24 de enero de 1988) es un ciclista iraní.
Tras destacar en 2007 y 2008 en algunas carreras de profesionales de Irán siendo aún amateur en 2009 debutó como profesional en el equipo iraní del Azad University Iran donde estuvo hasta el mes de mayo de ese año aunque no destacó especialmente. Aun así al año siguiente fue fichado por el mejor equipo iraní, el Tabriz Petrochemical Cycling Team, donde consiguió sus primeras victorias en el Tour del Este de Java. Dos años después consiguió hacerse con el UCI Asia Tour tras ganar el Campeonato de Irán en Ruta y la Vuelta al Lago Qinghai.

## Palmarés
2010
- Tour del Este de Java

2012
- Campeonato de Irán en Ruta
- Vuelta al Lago Qinghai, más 1 etapa
- UCI Asia Tour

2014
- 1 etapa del Tour de Singkarak

2024
- 2.º en el Campeonato de Irán en Ruta

## Equipos
- Azad University Iran (2009[3])
- Tabriz Petrochemical Team (2010-2012)
  - Tabriz Petrochemical Cycling Team (2010)
  - Tabriz Petrochemical Team (2011-2012)
- Amore & Vita (2013)
- Tabriz Shahrdari (2014-2015[4])
  - Tabriz Shahrdari Ranking (2014)
  - Tabriz Shahrdari Team (2015)
- RTS (2015[5] -2016)
  - RTS-Santic Racing Team (2015)
  - RTS-Monton Racing (2016)
- Foolad Mobarakeh Sepahan (2019[6] -2020)
- Azad University Team (2022)
- Nusantara Cycling Team (2023)